# Jan Ślaski (oficer)
Jan Ślaski (ur. 7 lutego 1891 w Wyżniance, zm. 14 czerwca 1946 w Edynburgu) – pułkownik lekarz weterynarii Wojska Polskiego.

## Życiorys
Urodził się 7 lutego, 15 marca lub 21 marca 1891. W czasie I wojny światowej walczył w Legionach Polskich. Był oficerem – lekarzem weterynarii 1 pułku artylerii Legionów. 11 marca 1917 roku otrzymał polecenie wyjazdu do Garwolina celem zapoznania się z organizacją i wyposażeniem niemieckiego szpitala koni, który po wyleczeniu koni niemieckich przeszedł do dyspozycji Legionów Polskich.
W dwudziestoleciu międzywojennym był długoletnim naczelnym lekarzem weterynarii i szefem służby weterynaryjnej Okręgu Korpusu nr III z siedzibą dowództwa w Grodnie. Pełniąc służbę na wymienionych stanowiskach służbowych pozostawał na ewidencji Kadry Okręgowego Szpitala Koni Nr 3, a następnie kadry oficerów weterynaryjnych. Z dniem 1 czerwca 1935 został przeniesiony do Departamentu Zdrowia Ministerstwa Spraw Wojskowych na stanowisko zastępcy szefa departamentu do spraw weterynarii. Na tym stanowisku pozostawał do września 1939.
Został osadnikiem wojskowym w osadzie Podczernicha (gmina Hoża).
Niewątpliwie służba w Legionach i Okręgu Korpusu Nr III zaważyła na decyzji marszałka Edwarda Śmigłego-Rydza o wyznaczeniu go na szefa służby weterynaryjnej w Kwaterze Głównej Naczelnego Wodza. Na tym stanowisku odbył kampanię wrześniową 1939.
Zmarł 14 czerwca 1946. Został pochowany na cmentarzu Corstorphine Hill w Edynburgu.

## Awanse
- porucznik – 1 listopada 1916[6]
- podpułkownik – zweryfikowany ze starszeństwem z dniem 1 czerwca 1919 r. (w 1924 r. zajmował 2 lokatę w korpusie oficerów zawodowych weterynaryjnych, grupa lekarzy weterynarii)
- pułkownik – 16 marca 1927 r. ze starszeństwem z dniem 1 stycznia 1927 r. i 1 lokatą w korpusie oficerów zawodowych weterynaryjnych, grupa lekarzy weterynarii

## Ordery i odznaczenia
- Krzyż Niepodległości (6 czerwca 1931)[7]
- Krzyż Oficerski Orderu Odrodzenia Polski (11 listopada 1934)[8][9]
- Krzyż Walecznych (trzykrotnie)[9]
- Złoty Krzyż Zasługi (dwukrotnie: 10 listopada 1928[10][9], 1938[11])